# Eindhoven vasútállomás
Az Eindhoven vasútállomás Hollandiában található, Eindhoven városában. Az állomást az Nederlandse Spoorwegen üzemelteti.

## Vasútvonalak
Az állomást az alábbi vasútvonalak érintik:
- Breda–Eindhoven-vasútvonal
- Venlo–Eindhoven-vasútvonal
- Eindhoven–Weert-vasútvonal

## Kapcsolódó állomások
A vasútállomáshoz az alábbi állomások vannak a legközelebb:
- Eindhoven Strijp-S vasútállomás
- Helmond Brandevoort vasútállomás
- Geldrop vasútállomás